# Shelton Fabre

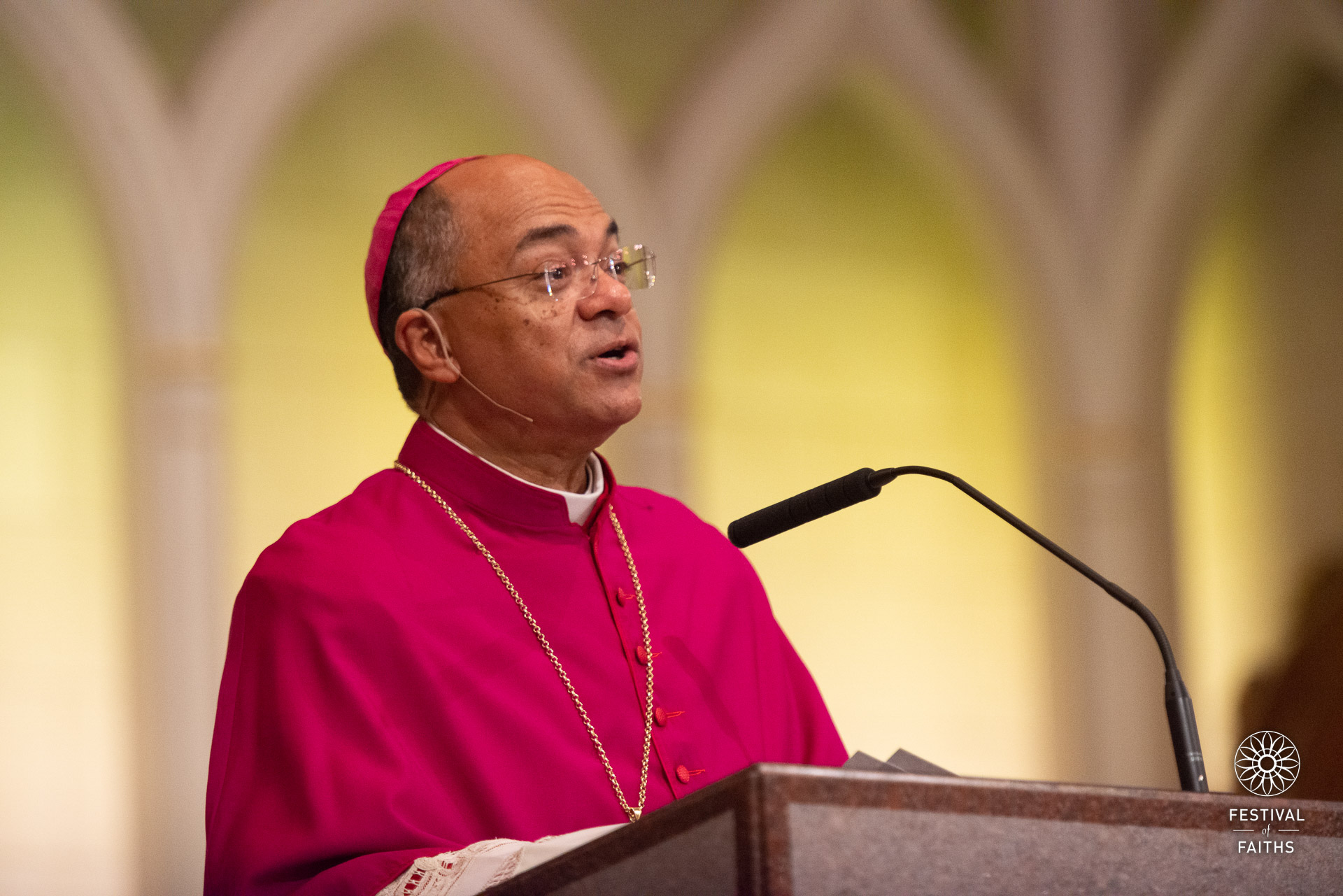
Erzbischof Shelton Fabre (2022)

Wappen von Shelton Joseph Fabre als Erzbischof von Louisville

Wappen von Shelton Joseph Fabre als Bischof von Houma-Thibodaux

Shelton Joseph Fabre (* 25. Oktober 1963 in New Roads, Louisiana) ist ein US-amerikanischer Geistlicher und römisch-katholischer Erzbischof von Louisville.

## Leben
Nach dem Besuch der heimischen Schulen erwarb Fabre 1981 den Hochschulabschluss in Pointe Coupée. Anschließend trat er in das St. Benedict Seminary in Louisiana ein. Hierauf folgte ein Studium an der Universität von Löwen, welches er mit einem Master of Arts abschloss.
Am 5. August 1989 weihte ihn Bischof Stanley Joseph Ott zum Priester des Bistums Baton Rouge. In den folgenden Jahren war er Kaplan der Pfarreien St. George in Baton Rouge, St. Alphonsus Liguori in Greenwell Springs, der St. Joseph Cathedral in Baton Rouge und an St. Isidore the Farmer in Baker. Zuletzt war er Pfarrer der Sacred Heart of Jesus Parish in Baton Rouge.
In der Personalkommission seiner Diözese tätig, war er auch für die Seelsorge an der „Schwarzen Bevölkerung“ seiner Heimatdiözese verantwortlich. Später wurde er auch Dekan des Dekanats Northwest, wie auch Konsultor und Mitglied des Priesterrates seines Bistums. Gleichzeitig nahm er die Tätigkeit eines Ehebandverteidigers am Offizialat wahr.
Am 13. Dezember 2006 ernannte ihn Papst Benedikt XVI. zum Titularbischof von Pudentiana und Weihbischof im Erzbistum New Orleans. Hier war er seit dem nicht nur Bischofsvikar, sondern zugleich auch Pfarrer der Gemeinde Holy Rosary Parish on Esplanade Avenue.
Am 23. September 2013 ernannte ihn Papst Franziskus zum Bischof von Houma-Thibodaux. Die Amtseinführung folgte am 30. Oktober desselben Jahres.
Am 8. Februar 2022 ernannte ihn Papst Franziskus zum Erzbischof von Louisville. Die Amtseinführung fand am 30. März desselben Jahres statt.
Vom 27. Juni 2023 bis zum 26. Juli 2024 verwaltete er zusätzlich das vakante Bistum Knoxville als Apostolischer Administrator.
Sein Cousin ist der Altbischof von Pensacola-Tallahassee, John Huston Ricard.